# 5114 Едзо
5114 Едзо (5114 Yezo) — астероїд головного поясу, відкритий 15 лютого 1988 року.
Тіссеранів параметр щодо Юпітера — 3,480.
Названо на честь Едзо (яп. えぞ(蝦夷)) - стара назва острова Хоккайдо.